# Nadji Jeter

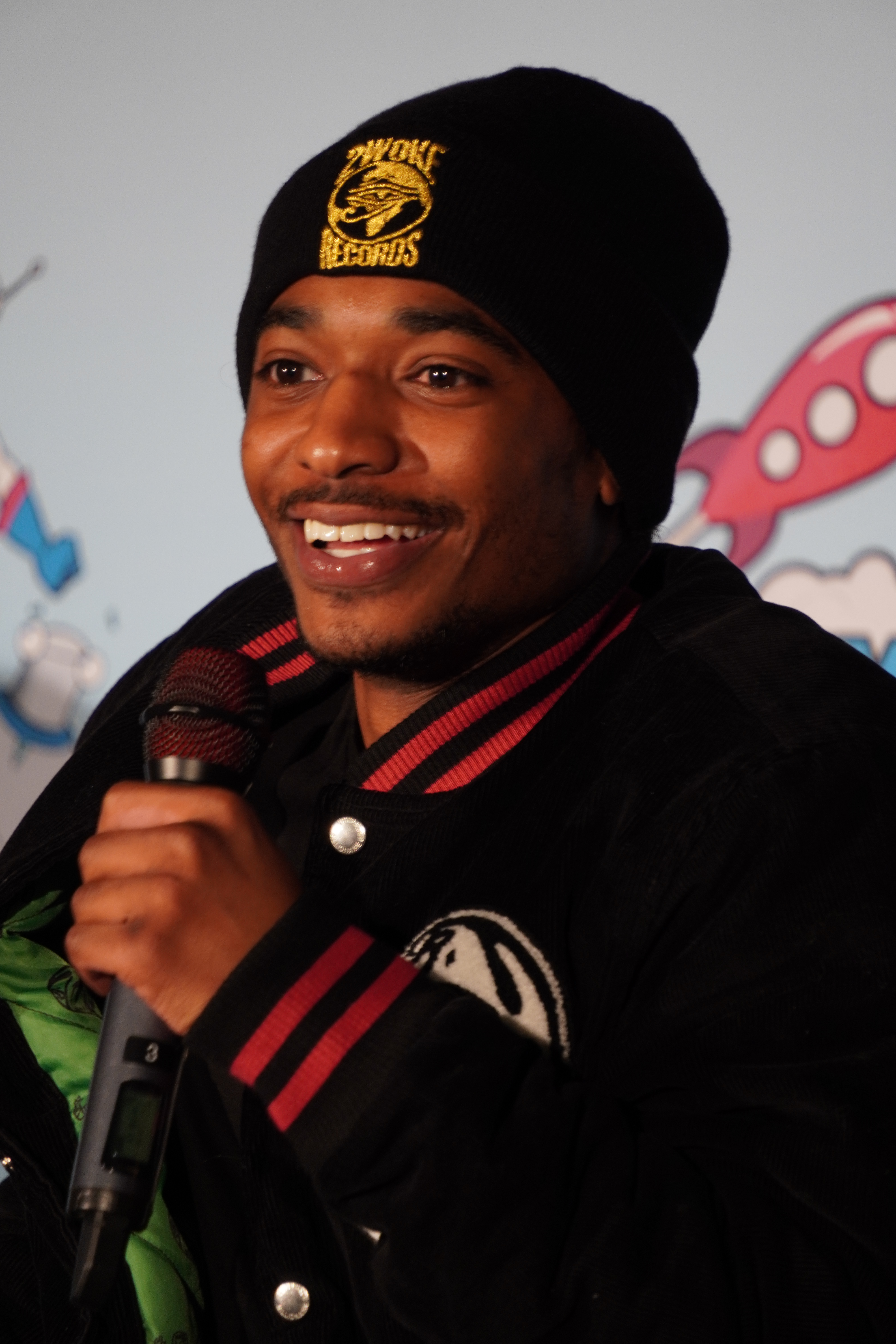
Nadji Jeter

Nadji Jeter (* 18. Oktober 1996 in Atlanta) ist ein US-amerikanischer Schauspieler, Tänzer, Synchronsprecher und Musiker, der unter anderem für seine Rolle als Andre McKenzie in Kindsköpfe und Kindsköpfe 2 sowie für seine Auftritte in der Fernsehserie Reed Between the Lines bekannt ist. Darüber hinaus spielte er in mehreren nationalen Werbespots mit und war 2011 das Gesicht von Coca-Cola.

## Leben
Nadji Jeter wurde 1996 in Atlanta, Georgia geboren. In jungen Jahren war er bekannt als Lil Harry the Hawk, ein tanzendes Maskottchen der Atlanta Hawks in der NBA. Er zog 2007 nach Los Angeles, um seine Karriere anzutreiben.
Jeter engagiert sich für die Starlight Children’s Foundation; seitdem er sieben Jahre ist, gehört er zur New Look Foundation von Usher. Im Juli 2013 erhielt er dafür den Global Youth Leadership Award. Am 17. Januar 2015 wurde er in Burbank, Kalifornien inhaftiert, nachdem er unter dem Einfluss von Marihuana mit seinem Wagen im Straßenverkehr aufgefallen war.
Er spricht die Stimme des Miles Morales im Videospiel Spider-Man: Miles Morales in der englischen Originalfassung.

## Filmografie (Auswahl)
- 2006: Dirty Laundry
- 2007: Grey’s Anatomy (Fernsehserie, eine Folge)
- 2009: The Forgotten – Die Wahrheit stirbt nie (The Forgotten, Fernsehserie, eine Folge)
- 2009: Opposite Day
- 2010: Kindsköpfe (Grown Ups)
- 2011: Reed Between the Lines (Fernsehserie, 25 Folgen)
- 2013: Kindsköpfe 2 (Grown Ups 2)
- 2013: Castle (Fernsehserie, eine Folge)
- 2014: Kirby Buckets (Fernsehserie, eine Folge)
- 2015: Last Man Standing (Fernsehserie, eine Folge)
- 2015: Jessie (Fernsehserie, eine Folge)
- 2016: Dance Camp
- 2016: Die 5. Welle (The 5th Wave)
- 2017: Blue Weekend
- 2017: Wunder (Wonder)